# Čubura (Vračar)
Pour les articles homonymes, voir Čubura.
Čubura (en serbe cyrillique : Чубура) est un quartier de Belgrade, la capitale de la Serbie. Il est situé dans la municipalité urbaine de Vračar. En 2002, la population de Čubura comptait 13 498 habitants.  
Crveni krst apparaît comme une extension orientale du quartier de Čubura.

## Emplacement
Čubura se situe à environ 1 km de Terazije, souvent considéré comme le centre de Belgrade. Il s'étend le long du carrefour des rues Makenzijeva, Cara Nikolaja II et Maksima Gorkog. Il est entouré par les quartiers de Vračar et Gradić Pejton à l'est, Kalenić au nord, Crveni krst à l'est et Neimar au sud.

## Histoire
Čubura s'est formé à partir d'un village situé sur les bords de la rivière du Čuburski potok. Ce ruisseau n'existe plus aujourd'hui dans la mesure où il a été canalisé sous terre et fait partie du système d'évacuation des eaux de Belgrade. Sa vallée a été utilisée pour la construction di Južni bulevar (le « Boulevard du sud ») qui, aujourd'hui marque la limite méridionale du quartier de Čubura.
La source du ruisseau, après un bref parcours, était recueillie dans une cavité (en serbe :  ; en turc : çubura) qui, d'après le turc, donna son nom au quartier ; selon une autre version, le nom proviendrait du terme serbečubar, nom serbe d'une plante odorante qui poussait en abondance autour de l'ancien ruisseau.

## Caractéristiques
Le quartier est principalement constitué de rues étroites dotées de nombreuses kafanas. Pour cette raison, le quartier est souvent considéré comme un quartier de bohémiens, contrairement à la rue Skadarlija qui est considérée comme un quartier à la mode, Pendant de nombreuses années, le secteur a été laissé à l'abandon ; en revanche, dans les années récentes, les kafanas ont été fermées les unes après les autres, et l'« esprit de Čubura » disparaît peu à peu[réf. nécessaire].

## Le parc de Čubura
Le petit parc de Čubura (en serbe : Čuburski park) est situé dans le quartier. Il est bordé par les rues Maksima Gorkog, Makenzijeva, Čuburska et Orlovića Pavla. Il s'étend sur environ 11 ha et est principalement conçu pour les jeux d'enfants. En novembre 2007, une grande reconstruction du parc a commencé en 2007 et a été achevée avril 2008,.